# Kindheit Jesu (Confort-Meilars)

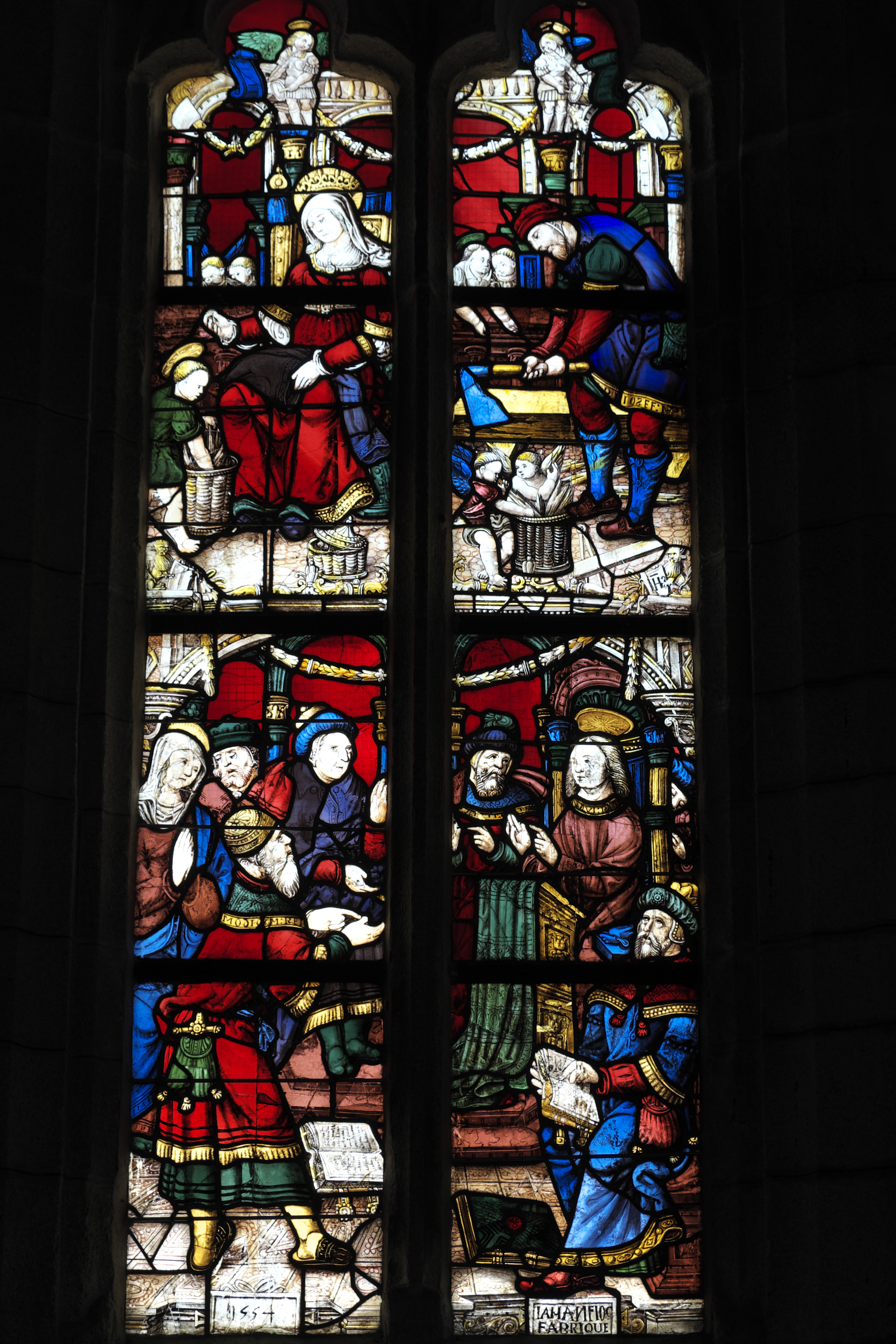
Fenster Kindheit Jesu in Confort-Meilars

Das Fenster Kindheit Jesu in der katholischen Kirche Notre-Dame in Confort-Meilars, einer französischen Gemeinde im Département Finistère in der Region Bretagne, wurde 1554 geschaffen. Das Bleiglasfenster wurde 1906 als Monument historique in die Liste der geschützten Objekte (Base Palissy) in Frankreich aufgenommen.
Das fünf Meter hohe und eineinhalb Meter breite Fenster im Chor zeigt zwei Szenen aus der Kindheit Jesu: Jesus unter den Schriftgelehrten (unten) und die Heilige Familie in der Werkstatt von Josef (oben). Die Darstellung von Maria umgeben von Engeln ist von einer Zeichnung Albrecht Dürers beeinflusst. Der Teil mit Josef wurde teilweise erneuert. Die Szene im Maßwerk mit Maria am Webstuhl stammt aus einem anderen Fenster. 
Am unteren Rand sind die Jahreszahl 1554 und die Inschrift „JEAN FLOCH FAB(RIQUE)“ (geschaffen von Jean Floch) zu sehen.
Neben dem Fenster Kindheit Jesu ist noch das Wurzel-Jesse-Fenster aus der Zeit der Renaissance in der Kirche erhalten.

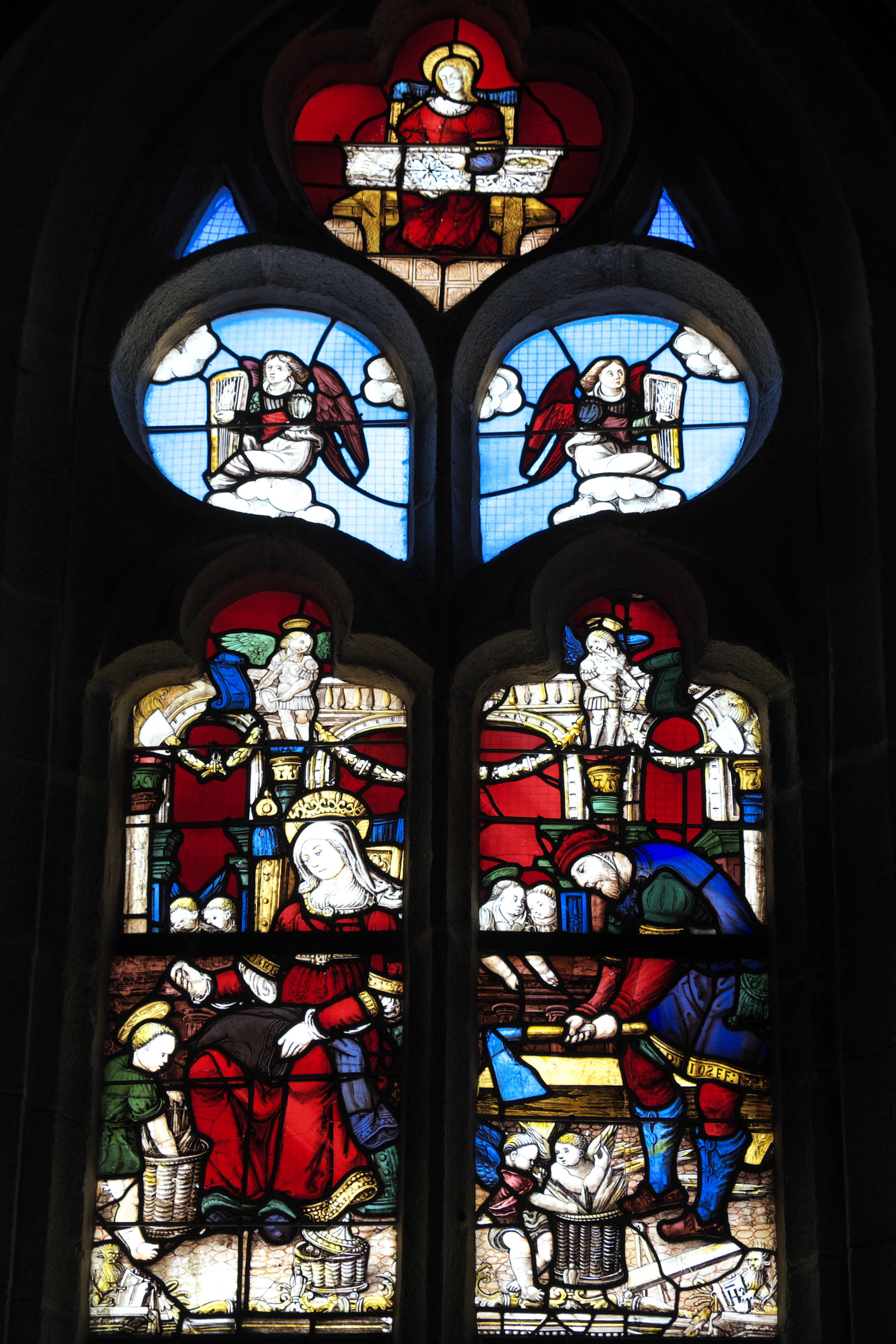
Maßwerk mit Maria am Webstuhl (oben)
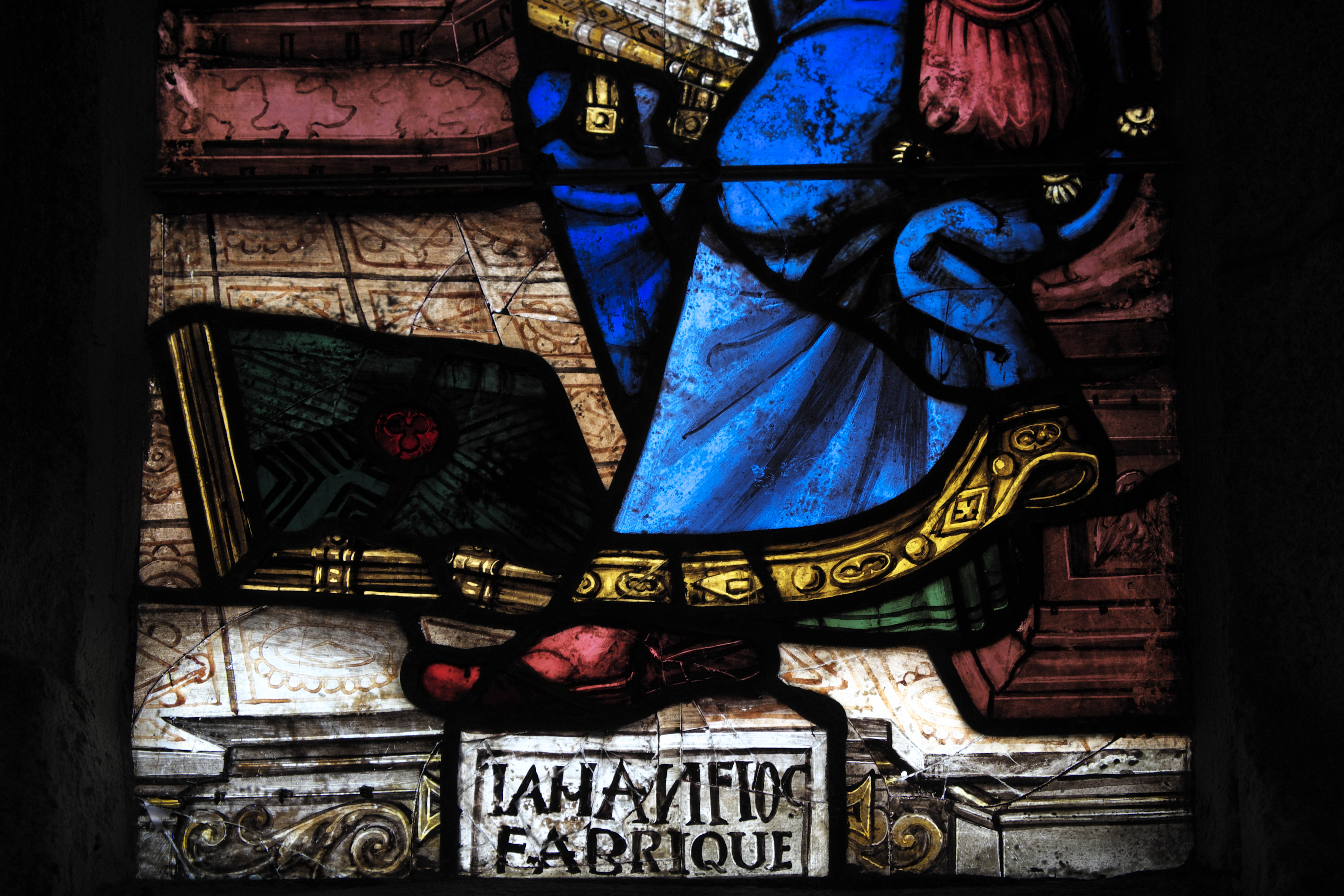
Inschrift „JEAN FLOCH FAB“
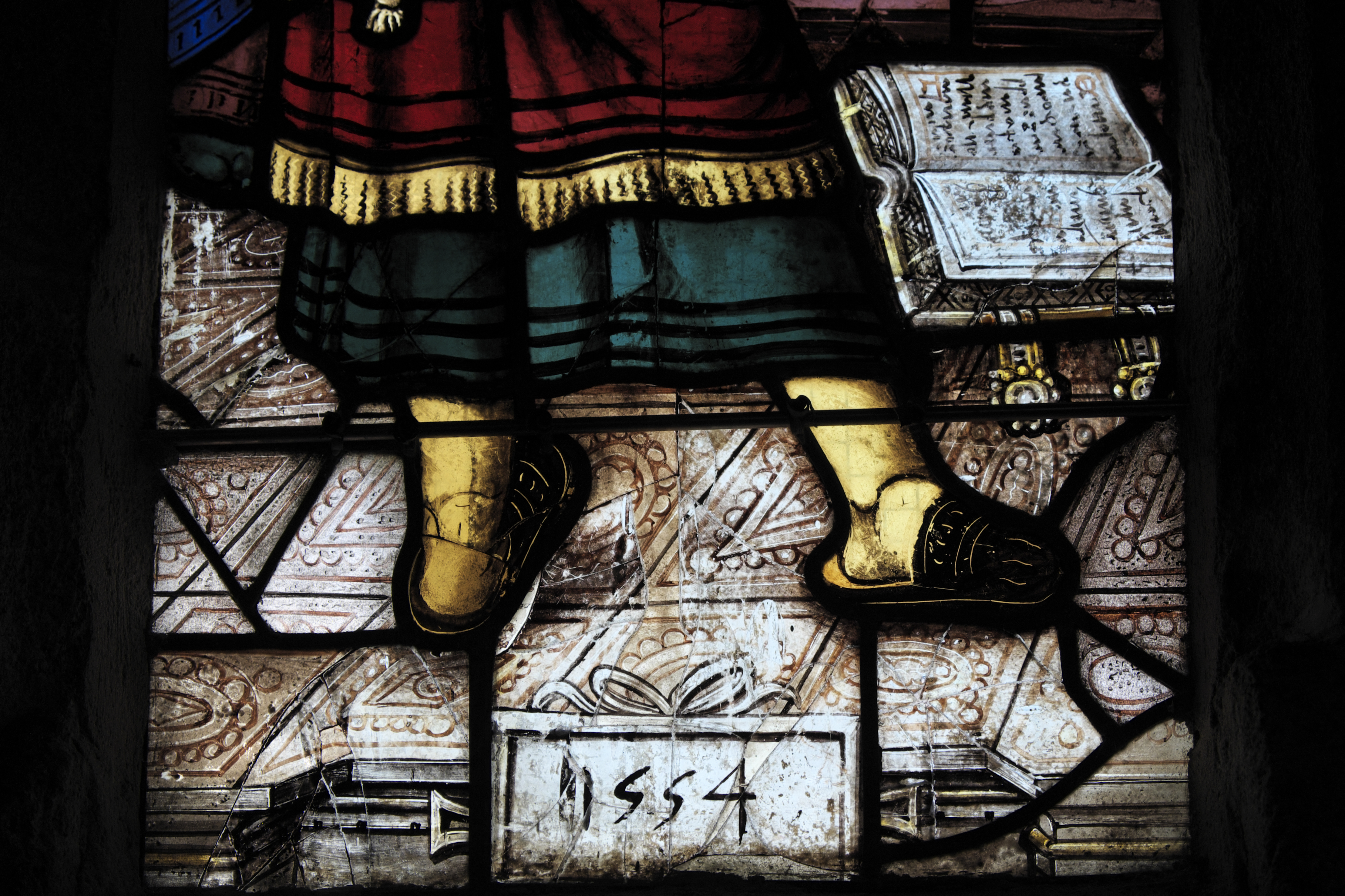
Jahreszahl 1554